# 南部縦貫鉄道線

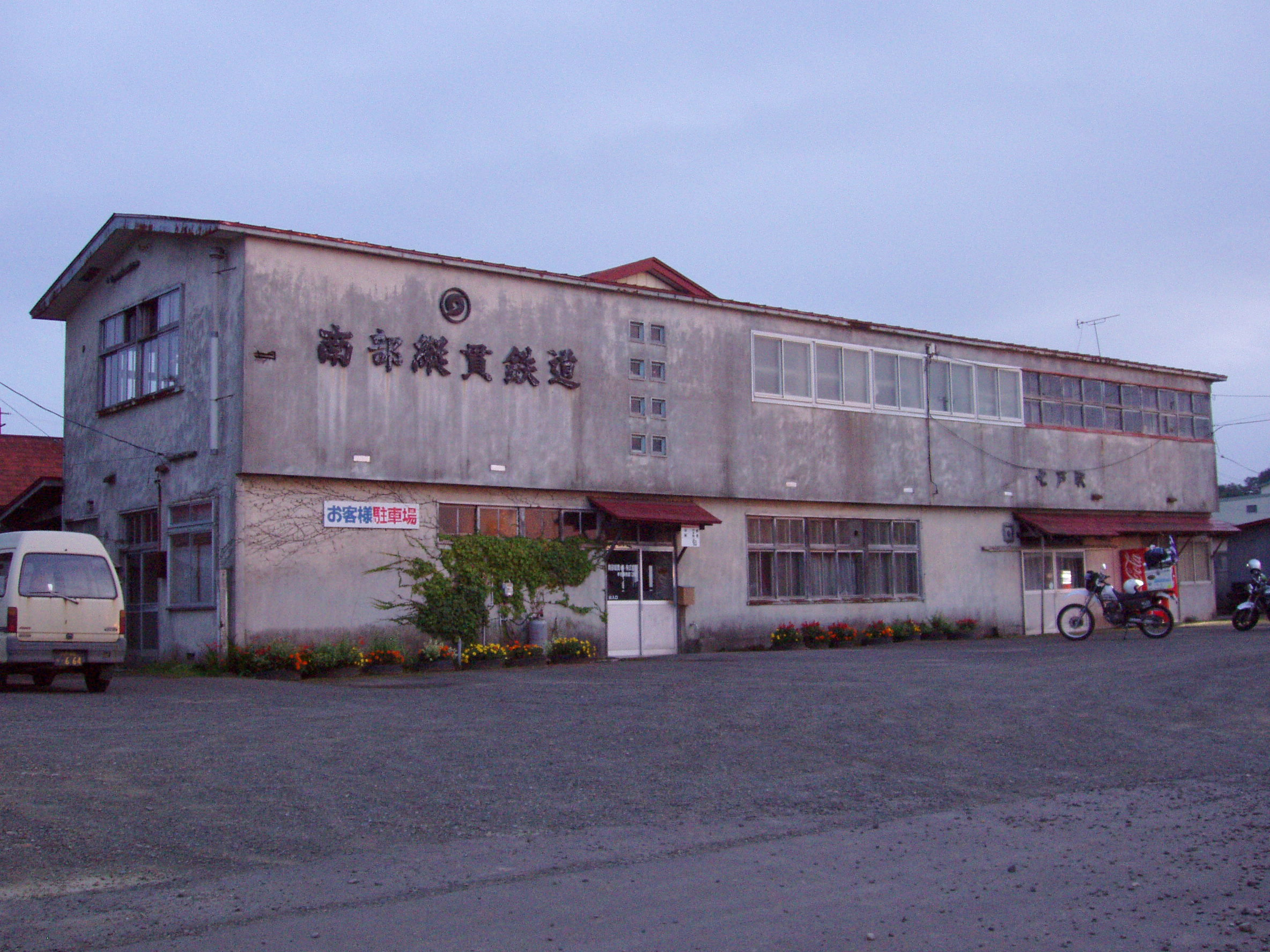
南部縦貫鉄道本社屋

南部縦貫鉄道線（なんぶじゅうかんてつどうせん）は、かつて青森県上北郡野辺地町の野辺地駅から同郡七戸町の七戸駅を結んでいた南部縦貫鉄道の鉄道路線。旧型レールバスの運行が行われていた。1997年に休止、2002年に廃止された。
休止・廃止後の代替交通は、従前より並行区間で路線バスを運行していた十和田観光電鉄が事実上担う形となった。また、旧七戸駅構内では当時の車両が動態保存され、毎年ゴールデンウィークにレールバスの体験乗車イベントが催されている。なお、当路線を運営していた会社は鉄道事業廃止後も前記の受託事業を行う会社として存続し、2004年に南部縦貫株式会社と社名変更している。

## 路線データ
- 路線距離（営業キロ）：野辺地 - 七戸間 20.9 km[2]
- 軌間：1067 mm[2]
- 駅数：11駅（起終点駅含む）
- 複線区間：なし（全線単線）
- 電化区間：なし（全線非電化）
- 閉塞方式：票券閉塞式

## 歴史
この路線を運営していた南部縦貫鉄道は沿線の開発を目的に自治体が資金を拠出して設立された。免許を取得し着工したものの沿線自治体は寒村ばかりで資力に乏しく、すぐに資金が尽き工事が中断されたが、東北地方の砂鉄を利用する国策会社「むつ製鉄」が沿線の天間林村（当時）から南部縦貫鉄道で砂鉄輸送を行う構想が持ち上がり、むつ製鉄の事業主体である東北開発が南部縦貫鉄道に出資し、1962年にようやく開通にこぎつけた。
しかし、輸入鉄鉱石の価格下落により1965年にむつ製鉄の計画は頓挫。天間林からの砂鉄輸送もほとんど行われないまま中止された。並行道路にバスが走っていることから旅客も見込めず、1966年には会社更生法の適用を申請することとなり倒産、以後「更生会社」の肩書をもつ鉄道会社となった。
鉄道事業だけでは経営が成り立たないため、自治体から清掃事業や給食調理を受託し、その収益で存続してきた。鉄道部門が赤字ながらも路線が維持されていたのは、東北新幹線青森延長の際には沿線に七戸駅が設置される予定があり、旧来の路線を廃止し営農大学校前駅から新線を建設することで七戸駅に乗り入れ、新幹線アクセスによる経営改善を期待していたからである。
1981年、国鉄大畑線が第1次廃止対象路線に選定されると、上北・下北一貫の新幹線アクセスを意図して大湊線とセットで引き受けに名乗りを上げた。この際に「更生会社」では大畑線引き受けに不利となるとの判断から、1984年に更生計画を繰り上げて終了した。しかし、大畑線は経営基盤防衛の観点から地元バス会社の下北バスが引き受けることとなり、また新幹線青森延長計画も1988年に「ミニ新幹線」、すなわち七戸を経由しない案で（一時）決定となった。
その後、国有地である旧東北本線の路盤を借用して運行してきた野辺地 - 西千曳間について、1995年12月に国鉄清算事業団から約5100万円で買い取りを要請され、その資金が捻出できないことから1997年に全線休止を余儀なくされた。その後、沿線自治体との調停によって、1998年6月に約450万円で路盤の買い取りが行われたものの、休止中に荒廃した鉄道施設の復旧が予想以上に困難であり、復活を断念。2002年に正式に廃止となった。なお東北新幹線の八戸 - 青森間がフル規格建設へ計画変更されたのは休止後の1998年1月であり、2010年に八戸 - 新青森間が開業した東北新幹線は南部縦貫鉄道線跡と交差している。

### 年表
- 1953年（昭和28年）
  - 8月31日 - 鉄道免許（三本木-野辺地間）[2]
  - 12月23日 - 南部縦貫鉄道設立
- 1962年（昭和37年）10月20日 - 千曳 - 七戸間開業[2]
- 1963年（昭和38年）4月1日 - 後平駅、坪川駅開業
- 1964年（昭和39年）4月11日 - 盛田牧場前駅開業
- 1966年（昭和41年）5月 - 南部縦貫鉄道が会社更生法適用を申請（1984年（昭和59年）に更生計画終了）
- 1968年（昭和43年）
  - 5月16日 - 十勝沖地震で全線不通に
  - 8月5日 - 国鉄東北本線の線路付け替えに伴い、廃止区間を借用し野辺地 - 千曳（名称を西千曳に変更）間を延長し[2]、全線復旧・運行再開
- 1984年（昭和59年）2月1日 - 貨物営業廃止
- 1997年（平成9年）
  - 1月20日 - 株主総会で全線廃止を決議[4]
  - 4月30日 - 東北運輸局に休止届を提出[5]
  - 5月2日 - 東北運輸局より休止を許可[5]
  - 5月6日 - 全線休止[1]
- 2002年（平成14年）8月1日 - 全線廃止[7]

## 運行形態
廃止まですべて気動車（レールバス・キハ10）による普通列車のみの運転で区間運転はなく、全列車が野辺地 - 七戸間の通し運転であった。
1984年1月31日までは7往復の定期列車（うち朝夕の1往復は休日・休校日運休）、2往復の貨物列車（うち1往復は不定期貨物列車）が運行されており、一部を除いたほとんどの列車が中間の天間林駅で列車交換を行うダイヤであった。しかし翌2月1日の国鉄ダイヤ改正で貨物列車の運行がすべて廃止され、休日・休校日運休の列車も不定期列車に変更されたことで定期列車は1日5往復となり天間林駅での列車交換も不定期列車運転時以外は廃止された。ただし、天間林駅での駅係員とのタブレット交換は毎日行われていた。
さらに1985年5月1日のダイヤ改正で不定期列車が完全に廃止され、多客時は大型車のキハ10が運行されるようになり、閉塞方式も天間林駅を境界とするタブレット閉塞式から全線票券閉塞式に変更されたことで列車交換は完全に廃止され、以後は1997年の運転休止まで1日5往復の普通列車が運行されるのみとなっていた。

## 駅一覧
- 全駅青森県上北郡内に所在した。所在地の町村名、接続路線名は休止当時のもの。
天間林村は2005年3月31日に七戸町と新設合併、七戸町となる。
東北本線は2010年12月4日に青い森鉄道へ移管し青い森鉄道線となる。
- 線路 - ∧：列車交換可、｜：列車交換不可

| 駅名           | 営業キロ | 営業キロ | 接続路線                         | 線路 | 所在地   | 所在地 |
| 駅名           | 駅間     | 累計     | 接続路線                         | 線路 | 所在地   | 所在地 |
| -------------- | -------- | -------- | -------------------------------- | ---- | -------- | ------ |
| 野辺地駅       | -        | 0.0      | 東日本旅客鉄道：東北本線・大湊線 | ｜   | 野辺地町 |        |
| 西千曳駅       | 5.6      | 5.6      |                                  | ｜   | 東北町   |        |
| 後平駅         | 3.4      | 9.0      |                                  | ｜   | 天間林村 |        |
| 坪駅           | 1.5      | 10.5     |                                  | ｜   | 天間林村 |        |
| 坪川駅         | 1.1      | 11.6     |                                  | ｜   | 天間林村 |        |
| 道ノ上駅       | 1.9      | 13.5     |                                  | ｜   | 天間林村 |        |
| 天間林駅       | 1.0      | 14.5     |                                  | ｜   | 天間林村 |        |
| 中野駅         | 1.1      | 15.6     |                                  | ｜   | 天間林村 |        |
| 営農大学校前駅 | 1.6      | 17.2     |                                  | ｜   | 七戸町   |        |
| 盛田牧場前駅   | 1.2      | 18.4     |                                  | ｜   | 七戸町   |        |
| 七戸駅         | 2.5      | 20.9     |                                  | ∧    | 七戸町   |        |

過去の接続路線
- 西千曳駅 - 東北本線（開業当時は千曳駅）

## 車両

### 気動車
3グループ4両が在籍し、いずれもキハ10形と称したが、各グループ間に関連はない。
キハ101・キハ102
1962年製、開業時からの車両（レールバス）、主力車両
キハ103
1937年製、元筑波鉄道キハ302
キハ104
1956年製、元日本国有鉄道キハ10 45

### ディーゼル機関車
D45形
開業時（1962年）に日立製作所にて製造されたディーゼル機関車。1984年に貨物輸送が廃止されると、ほとんど運用されなかった。
DC25形
1959年に協三工業で製造された元羽後交通DC2。1973年に南部縦貫鉄道に移る。
DB11形
1962年に富士重工業で製造されたモーターカー。当初は機械扱いであったが、1964年に車籍をとり、DB11となる。主に除雪車として運用。

## 未成区間
七戸駅より南下し、三本木で十和田観光電鉄線の十和田市駅に接続する計画（12.0 km）があったが、1987年5月29日付で免許廃止となった。

## メディアへの登場
- 1990年代中盤に制作された金冠堂・キンカンのテレビCMに登場した。通常、金冠堂のCMは使用上の注意の警告音にサウンドロゴ[9]を使用するのが一般的だが、このCMは気動車の警笛が使用上の注意の警告音の役目をしていた。
- 青森放送『金曜ワイドあおもり』内のコーナー「駅前物語」が100回を迎えたことから、記念として1992年5月8日に伊奈かっぺいと野坂真理および抽選で選ばれた視聴者30人が野辺地から七戸までレールバスに乗車し、その模様が生中継された。
- 2009年10月19日の青森放送『あの瞬 RABテレビが伝えた青森』では、線路敷設の模様や開業日の様子などが放送された。